# Chloe Lukasiak
Chloe Lukasiak (Pittsburgh, Pensilvania, 25 de mayo de 2001) es una bailarina, actriz y modelo estadounidense.

## Vida y carrera
Chloe Elizabeth Lukasiak nació el 25 de mayo de 2001 en Pittsburgh, Pensilvania. Sus padres son Christi y Marc Lukasiak. Tiene una hermana menor llamada Clara y su familia reside en Mars, Pensilvania. 
Inició su formación artística desde muy joven, donde comenzó sus clases de baile en Abby Lee Dance Company a los dos años. Entre los cuatro y 13 años compitió en Estados Unidos como parte del equipo élite de ALDC, ganando numerosos títulos regionales, estatales y nacionales, incluyendo Junior Miss Dance Masters of America 2011. 
Lukasiak compite en muchos géneros de danza: lírica, contemporánea, teatro musical, ballet, jazz, hip hop, acro y Bollywood. Tras su salida de ALDC, se convirtió en parte del equipo de competición de Studio 19, aunque ha dejado de competir en la categoría individual, por miedo a que los jueces se vean condicionados por su participación en Dance Moms al momento de juzgarla.
En 2011, Lukasiak protagonizó el reality show de Lifetime, Dance Moms. El show sigue a Abby Lee Dance Company una escuela de ballet contemporáneo. Tras las cámaras, cumplía con horas de clases diarias en la academia. Filmaron shows de reunión, episodios especiales y entrevistas, así como sesiones de fotos, presentaciones televisivas, competencias y presentaciones en vivo. Lukasiak y sus compañeras de equipo modelaron para diversas líneas de moda, incluyendo Glitzy Girl y Sally Miller. También apareció en dos vídeos musicales: uno de su compañera de equipo, Brooke Hyland y otro de la artista musical Lux (hija del actor Ted Danson). El episodio final de la temporada 4 fue el último también para Chloe en Dance Moms. En 2014, después de la competición nacional en Los Ángeles, Lukasiak decidió renunciar a Dance Moms, por múltiples problemas con Abby Lee Miller.
Tras salir de Dance Moms, Chloe continuó su formación en danza en el "Studio 19 Dance Complex". Con su nuevo equipo obtuvieron varias victorias. También inició una carrera de vídeos de baile, audiciones de actuación, modelaje y apariciones especiales. Lukasiak tiene una presencia activa en las redes sociales. Comenzó a modelar para este tipo de líneas de moda como glamorosa chica, de 90 grados por Reflex, y Sally Miller en 2015. También ha aparecido en varios catálogos y sitios web como la revista Spirit Dance, la revista Inside danza, la revista Chiche, la revista LVLten, la revista The Nation-Alist, OK! Revista, y la revista Lowcountry Padres. [Cita requerida] Lukasiak tiene una presencia activa en medios sociales, con más de 5 millones de seguidores en Instagram, [23] más de 700.000 seguidores en Twitter, [24] y más de 2 millones de suscriptores su canal de YouTube. 
En 2015, Lukasiak obtuvo el papel de Gwen Murphy en la película Center Stage: On Pointe. La película se estrenó el 25 de junio de 2016. Esta fue filmada en Vancouver, Canadá. Siendo que en 2016 interpreta a Savannah Stocker en la película de Cowgirl's Story.
Aunque ya no aparece en la televisión, Chloe sigue compartiendo su vida con sus fanes a través de YouTube, donde publica videos de baile, así como videos de su vida personal cada semana. Sus vídeos personales han ofrecido tutoriales para hornear, de bricolaje, "tags" (entrevistas) y los tiempos de diversión con su hermana Clara, rutinas de mañana y de noche, opiniones de su club de lectura, visitas a su armario, así como sus solos y baile grupales con su nuevo estudio de danza. [13] Lukasiak asiste a una escuela pública y comenzará la escuela secundaria en septiembre de 2015. Le gusta la música de Katy Perry, Taylor Swift y Fifth Harmony.
Chloe entró al mundo Disney en el Radio Disney Music Awards 2017 donde presentó la alfombra junto a Morgan; meses más tarde presentó el "Descendants 2 Wicked Weekly", que solo está disponible en Estados Unidos.
Chloe regresó a Dance Moms para la temporada 7, la cual es la última. Chloe fue víctima de homofobia en línea por parte de un grupo de cinco chicas de origen italiano muy activas en las redes sociales Marilina Malfiore, Noemi Bianco y Nunzia Lippiello por su bisexualidad, humillándola y amenazándola.

## Choice Dancer (Teen Choice Awards)
Chloe recibió el premio de los Teen Choice Awards como Choice Dancer, convirtiéndose en la primera ganadora de este premio, Chloe dio un discurso en el que inspiro a muchas chicas a seguir bailando y hacer lo que aman, diciendo al final de su discurso “A quienes les han dicho que no pueden lograrlo, que no deberían hacerlo o no son lo suficientemente buenos, ignórenlos. Háganlo de todas maneras y prueben que están equivocados”
En 2017 obtuvo su tercera nominación seguida a esta categoría.

## Filmografía

### Televisión
| Año       | Serie                                                | Rol              | Nota                                                                                           | Ref          |
| --------- | ---------------------------------------------------- | ---------------- | ---------------------------------------------------------------------------------------------- | ------------ |
| 2011-2017 | Dance Moms                                           | Ella misma       | Elenco principal (temporadas 1-4) Elenco recurrente (temporada 7), reality show de TV Lifetime |              |
| 2011      | The Today Show                                       | Ella misma       | Invitada 1 episodio, programa de TV NBC                                                        |              |
| 2012      | The View                                             | Ella misma       | Invitada 1 episodio, programa de TV                                                            |              |
| 2012      | Anderson Live                                        | Ella misma       | Episodio: "Renegade Moms & Kristen Johnston"                                                   |              |
| 2012      | Katie                                                | Ella misma       | Invitada 1 episodio, programa de TV                                                            |              |
| 2013      | The View                                             | Ella misma       | Invitada 1 episodio, programa de TV                                                            |              |
| 2013      | Good Morning America                                 | Ella misma       | Invitada 1 episodio, programa de TV NBC                                                        |              |
| 2015      | The Doctors                                          | Ella misma       | Invitada 1 episodio, serie de TV                                                               |              |
| 2016      | Welcome to My World                                  | Flynn Harrington | Invitada 2 episodios, miniserie de TV                                                          |              |
| 2017      | Hollywood Today Live                                 | Ella misma       | Invitada 1 episodio, programa de TV                                                            | [ 1 ]        |
| 2017      | Jump, Jive and Thrive                                | Ella misma       | Invitada, especial de TV                                                                       | [ 2 ] [ 3 ]  |
| 2017–2018 | Home & Family                                        | Ella misma       | Invitada 2 episodios                                                                           | [ 4 ]        |
| 2018      | Celebrity Page                                       | Ella misma       | Invitada 1 episodio                                                                            | [ 5 ]        |
| 2019      | Famously Afraid                                      | Ella misma       | Invitada, especial de TV                                                                       | [ 6 ]        |
| 2022      | Our New Normal: How Teens Are Redefining School Life | Ella misma       | Invitada, especial de TV                                                                       |              |
| 2024      | Dance Moms: The Reunion                              | Ella misma       | Invitada, especial de TV                                                                       | [ 9 ] [ 10 ] |
| 2024      | Watch What Happens Live With Andy Cohen              | Ella misma       | Invitada 1 episodio, programa de TV                                                            | [ 11 ]       |
| 2024      | Good Morning America                                 | Ella misma       | Invitada 1 episodio, programa de TV                                                            | [ 12 ]       |

### Películas
| Año  | Serie                  | Papel            | Notas               |
| ---- | ---------------------- | ---------------- | ------------------- |
| 2016 | Center Stage:On Pointe | Gwen Murphy      | Apoyo               |
| 2017 | Cowgirl's Story        | Savannah Stocker | Apoyo               |
| 2017 | Loophole               | Lexi Smith       | Papel de liderancia |
| 2017 | F.R.E.D.I              | Mallory          | Secundario          |
| 2018 | Children of the Dead   | TBA              | TBA                 |
| 2019 | Next Level             | Jasmine Loel     |                     |

## Premios y nominaciones
| Año  | Premio                | Categoría                                                        | Resultado |
| ---- | --------------------- | ---------------------------------------------------------------- | --------- |
| 2015 | Teen Choice Awards    | Elección del bailarín                                            | Ganadora  |
| 2015 | Industry Dance Awards | Bailarina de Premios 2015 - bailarina favorita 17 años y menores | Ganadora  |
| 2015 | TWIST Magazine        | Mejor vestido de la estrella de 2015                             | Finalista |
| 2016 | Shorty Awards         | Shorty Awards - Mejor en Danza                                   | Nominada  |
| 2016 | Teen Choice Awards    | Elección del bailarín                                            | Nominada  |
| 2016 | J-14 Teen Icon Awards | Icono del año                                                    | Ganadora  |
| 2016 | CelebMix              | Mejor Bailarina                                                  | Ganadora  |
| 2016 | TWIST Style Awards    | Trendsetter of the Year 2016                                     | Ganadora  |
| 2016 | TWIST Style Awards    | BEST PIERCED HAIR TREND                                          | Ganadora  |
| 2017 | Teen Choice Awards    | Elección del Bailarín                                            | Nominada  |

## Videos musicales
| Año  | Título                     | Artista              | Notas                                    | Fuente |
| ---- | -------------------------- | -------------------- | ---------------------------------------- | ------ |
| 2011 | "It's Like Summer"         | LUX                  |                                          | [ 13 ] |
| 2012 | "Summer Love Song"         | Brooke Hyland        |                                          | [ 14 ] |
| 2012 | "Last Friday Night"        | Katy Perry           | video musical Fanmade con Maddie Ziegler | [ 15 ] |
| 2015 | "Fool Me Once"             | Jess Godwin          |                                          | [ 16 ] |
| 2015 | "Turn It Up"               | Solveig Romero       |                                          | [ 17 ] |
| 2015 | "Alice"                    | Bianca Ryan          |                                          | [ 18 ] |
| 2015 | "Wrapped Up For Christmas" | Forever in Your Mind |                                          | [ 19 ] |
| 2015 | "Love is Blindness"        | Jack White           | Team Chloe Dance Project                 | [ 20 ] |
| 2016 | "Tongue"                   | AJ Lehrman           |                                          | [ 21 ] |
| 2016 | "Piece by Piece"           | Ali J                | Video musical borrado de YouTube         | [ 22 ] |
| 2017 | "Dance (Just Rock)"        | Nia Sioux            |                                          | [ 23 ] |
| 2019 | "We're Taking Over"        | Barbie               |                                          |        |

### Podcasts
| Año  | Título                                | Rol                  | Notas  |
| ---- | ------------------------------------- | -------------------- | ------ |
| 2021 | Crazy Stupid Fangirls                 | Ella misma, invitada | [ 24 ] |
| 2021 | Christi's Couch                       | Ella misma, invitada | [ 25 ] |
| 2021 | Always Evolving With Coach Mike Bayer | Ella misma, invitada | [ 26 ] |
| 2023 | Back to the Barre                     | Ella misma, invitada | [ 27 ] |